# Рудник Устасарай
Рудник Устасарай – колишній гірничодобувний майданчик на сході Узбекистану.
Бісмутове родовище Устасарай виявили на правобережжі річки Чаткал (лівий витік Чирчика), на правому березі її притоку Коксу (практично навпроти арсенової копальні Брічмулла). В часи існування СРСР тут спорудили рудник, що вів розробку підземним способом, та збагачувальну фабрику. Бісмутовий концентрат відправляли на Чимкентський свинцевий завод.
Під час розробки встановили, що первісні оцінки запасів відрізняються у негативному планів від фактичних – як по обсягам, так і по якості, при цьому останнє не дозволяло випускати продукт, який би вповні відповідав вимогам металургійного переділу. У підсумку прийняли рішення про закриття рудника зі створенням на основі його збагачувальної фабрики підприємства з ограновування діамантової сировини, яка мала надходити з Якутії (відомо, що підготовка спеціалістів з ограновування для філії у Бричмуллі почалась не пізніше 1986 року).